# Joséphine Pencalet
Joséphine Pencalet, née le 10 août 1886 à Douarnenez et morte le 13 juillet 1972 dans la même ville, est une ouvrière française. Elle participe aux grèves des sardinières à Douarnenez en 1924 puis est élue en mai 1925 conseillère municipale sur la liste présentée par le Parti communiste français. Son élection est invalidée par le Conseil d'État en novembre 1925, car les femmes n'ont alors pas le droit de vote, et ne sont donc implicitement pas éligibles. Néanmoins, elle est l'une des premières femmes élues à un conseil municipal en France.

## Biographie
Joséphine Pencalet est née le 10 août 1886 à Douarnenez dans une famille nombreuse de marins pêcheurs. Douzième membre de sa fratrie, elle intègre en mai 1898, deux mois après la mort de sa mère, le pensionnat catholique des Ursulines à Quimperlé, où elle reste jusqu'à treize ans, âge limite de la scolarité obligatoire depuis 1882. Malgré la désapprobation de ses parents au motif que les cinq frères aînés de Joséphine ne sont pas encore mariés, elle épouse en 1908, à Argenteuil, Léon Leray, cheminot à la Compagnie des chemins de fer de l'Ouest originaire d'Ille-et-Vilaine. Le couple réside à Argenteuil, ville industrielle en plein essor, et elle y travaille vraisemblablement comme lavandière.
Joséphine Pencalet, veuve en 1923, revient à Douarnenez avec ses deux enfants nés en 1910 et 1918. Elle rentre alors comme ouvrière de conserverie. Mais les salaires sont très bas. Joséphine Pencalet participe au mouvement de grève des Penn Sardin entre novembre 1924 et janvier 1925, réclamant notamment une augmentation de salaire. Elle est trésorière du Syndicat des Métaux de Douarnenez, affilié à la Confédération générale du travail unitaire.
Lors des élections municipales de 1925, le Parti communiste français, après une directive de Moscou, présente plusieurs candidates, alors que les femmes ne sont en droit ni électrices ni éligibles. Mais faute de précision dans la loi électorale, des femmes peuvent être inscrites sur les listes électorales, dont la validité n'est vérifiée qu'après l'élection. Elle est placée en 4e position sur la liste de l'ex-maire communiste Daniel Le Flanchec. Le communiste Daniel Le Flanchec lui succède en 1924 jusqu'en 1940. Elle est brièvement membre du parti. Le 3 mai 1925, Joséphine Pencalet est, avec 1 283 voix, élue conseillère municipale au premier tour, comme 25 des 27 candidats de la liste (dont Charles Tillon). Elle devient ainsi l'une des dix premières femmes élues dans un conseil municipal français. En effet le Parti communiste avait présenté en 1925 plusieurs candidates, dans plusieurs communes de France comme Avignon, Bordeaux, ou encore Paris.
Membre de la commission d'hygiène et de la commission scolaire, Joséphine Pencalet participe aux cinq séances du conseil municipal pendant près de six mois. Mais en novembre 1925, le Conseil d'État invalide son élection au motif qu'elle est une femme, sans droit de vote, et qu'« aucune disposition ne déclare les femmes éligibles aux élections municipales ». Cette décision ne suscite aucune réaction de la part du Parti communiste qui avait pourtant fortement médiatisé sa candidature et son élection.
Joséphine Pencalet revient à sa vie d'ouvrière anonyme, avec ses proches, elle conserve « ses convictions politiques et sociales mais pleine d'amertume pour ce système qui finalement l'a utilisée ». Jusqu’à sa mort en 1972, elle affirmera une posture critique à l’égard du vote.

## Mémoire
La journaliste Anne Gouérou a réalisé un documentaire visuel concernant Joséphine Pencalet.
Des rues sont nommées en son honneur à Douarnenez, Quimper, Pluguffan, Lannion, Carhaix, Lesneven, Le Rheu, Rennes et Brest, ainsi qu'une avenue à Nantes.
Un amphithéâtre de l'université Rennes 2 est renommé en son honneur en 2019.
La chaloupe sardinière Joséphine est baptisée ainsi en son honneur en 2022.

## Filmographie
- Joséphine Pencalet, une pionnière de la série documentaire Aux urnes universelles (26 min, production Beo, réalisation Anne Gouérou).